# Yvré-le-Pôlin
Yvré-le-Pôlin est une commune française, située dans le département de la Sarthe en région des Pays de la Loire, peuplée de 1 734 habitants.
La commune fait partie de la province historique du Maine, et se situe dans le Haut-Maine (Maine blanc).

## Géographie
Située dans la vallée du Loir, les ruisseaux le Casseau et le Fessard y prennent leurs sources. Le point culminant d'Yvré-le-Pôlin est à 112 m d'altitude et se situe au lieu-dit la Bruyère. Yvré-le-Pôlin forme, avec Parigné-le-Pôlin, commune limitrophe, un petit pays appelé Paulinais, situé au centre d'un rectangle formé par Écommoy, Pontvallain, Malicorne-sur-Sarthe et La Suze-sur-Sarthe.
Traversé par la route départementale no 32 (D 32), Yvré-le-Pôlin est accessible depuis Le Mans (24 km) par la D 323 (anciennement N 23) direction Angers, puis la D 32 direction Écommoy (10 km).
Yvré-le-Pôlin est situé sur une petite colline. L'altitude du village est entre 95,07 m et 93,26 m, rue du 11-Novembre (rue principale), de 84,85 m, avenue des Grillons et l'église est à 89,59 m. La commune s'étend sur 2 103 hectares. Son sol est soit argilo-calcaire, soit argilo-sableux ou crayeux. Il permet la culture de céréales, pommes et de vignes ; ces dernières ont cependant pratiquement disparues.
La commune est arrosée de trois ruisseaux :
- Le Fessard, qui prend sa source au lieu-dit la Gravelle, coule vers l'ouest. Il arrose Oizé, Cérans-Foulletourte avant de se jeter dans la Sarthe en amont de Roézé-sur-Sarthe.
- Le Casseau (également nommé Bruyère, ou Courcelles, ou Noché, ou encore Virfolet), qui prend sa source au lieu-dit Longrais, passe près de l'ancien presbytère avant de se diriger vers le sud. Il entre à Requeil un peu avant le Moulin de Courcelles, il traverse le plan d'eau de Mansigné et rejoint l'Aune à Venevelles (l'Aune se jette dans le Loir à Luché-Pringé).
- Le ruisseau des Fillières qui prend sa source à Saint-Ouen-en-Belin, assure au nord-est de la commune la limite entre Yvré-le-Pôlin et Saint-Gervais-en-Belin. Il rejoint, au nord de Guécélard, le Rhonne qui lui-même se jette dans la Sarthe.

Le village fut desservi par le train à vapeur des Tramways de la Sarthe et plus particulièrement par la ligne Le Mans - Mayet du second réseau. La construction de ce second réseau a débuté en 1893, les trois lignes furent ouvertes entre 1895 et 1898, pour finalement disparaître totalement en 1947. D'une distance de 48,7 km, la ligne Le Mans - Mayet était un véritable tortillard où l'on comptait six stations en 25 km, sans tenir compte des arrêts facultatifs.
Il ne reste plus aujourd'hui que la gare au lieu-dit qui en porte aujourd'hui le nom.
| Parigné-le-Pôlin    | Guécélard, Moncé-en-Belin | Saint-Gervais-en-Belin |
| Cérans-Foulletourte | Yvré-le-Pôlin             | Saint-Ouen-en-Belin    |
| Oizé                | Requeil                   | Château-l'Hermitage    |

### Climat
Pour des articles plus généraux, voir Climat des Pays de la Loire et Climat de la Sarthe.
En 2010, le climat de la commune est de type climat océanique dégradé des plaines du Centre et du Nord, selon une étude du CNRS s'appuyant sur une série de données couvrant la période 1971-2000. En 2020, Météo-France publie une typologie des climats de la France métropolitaine dans laquelle la commune est exposée à un climat océanique et est dans la région climatique  Moyenne vallée de la Loire, caractérisée par une bonne insolation (1 850 h/an) et un été peu pluvieux. 
Pour la période 1971-2000, la température annuelle moyenne est de 11,1 °C, avec une amplitude thermique annuelle de 14,6 °C. Le cumul annuel moyen de précipitations est de 693 mm, avec 11,9 jours de précipitations en janvier et 6,8 jours en juillet. Pour la période 1991-2020, la température moyenne annuelle observée sur la station météorologique de Météo-France la plus proche, dans la commune de Luché-Pringé à 14 km à vol d'oiseau, est de 12,4 °C et le cumul annuel moyen de précipitations est de 658,2 mm,. Pour l'avenir, les paramètres climatiques de la commune estimés pour 2050 selon différents scénarios d'émission de gaz à effet de serre sont consultables sur un site dédié publié par Météo-France en novembre 2022.

## Urbanisme

### Typologie
Au 1er janvier 2024, Yvré-le-Pôlin est catégorisée bourg rural, selon la nouvelle grille communale de densité à sept niveaux définie par l'Insee en 2022.
Elle est située hors unité urbaine. Par ailleurs la commune fait partie de l'aire d'attraction du Mans, dont elle est une commune de la couronne,. Cette aire, qui regroupe 144 communes, est catégorisée dans les aires de 200 000 à moins de 700 000 habitants,.

### Occupation des sols
L'occupation des sols de la commune, telle qu'elle ressort de la base de données européenne d’occupation biophysique des sols Corine Land Cover (CLC), est marquée par l'importance des territoires agricoles (54,1 % en 2018), en diminution par rapport à 1990 (55 %). La répartition détaillée en 2018 est la suivante : 
forêts (43,1 %), terres arables (24,5 %), prairies (20 %), zones agricoles hétérogènes (8,1 %), zones urbanisées (2,8 %), cultures permanentes (1,4 %). L'évolution de l’occupation des sols de la commune et de ses infrastructures peut être observée sur les différentes représentations cartographiques du territoire : la carte de Cassini (XVIIIe siècle), la carte d'état-major (1820-1866) et les cartes ou photos aériennes de l'IGN pour la période actuelle (1950 à aujourd'hui).

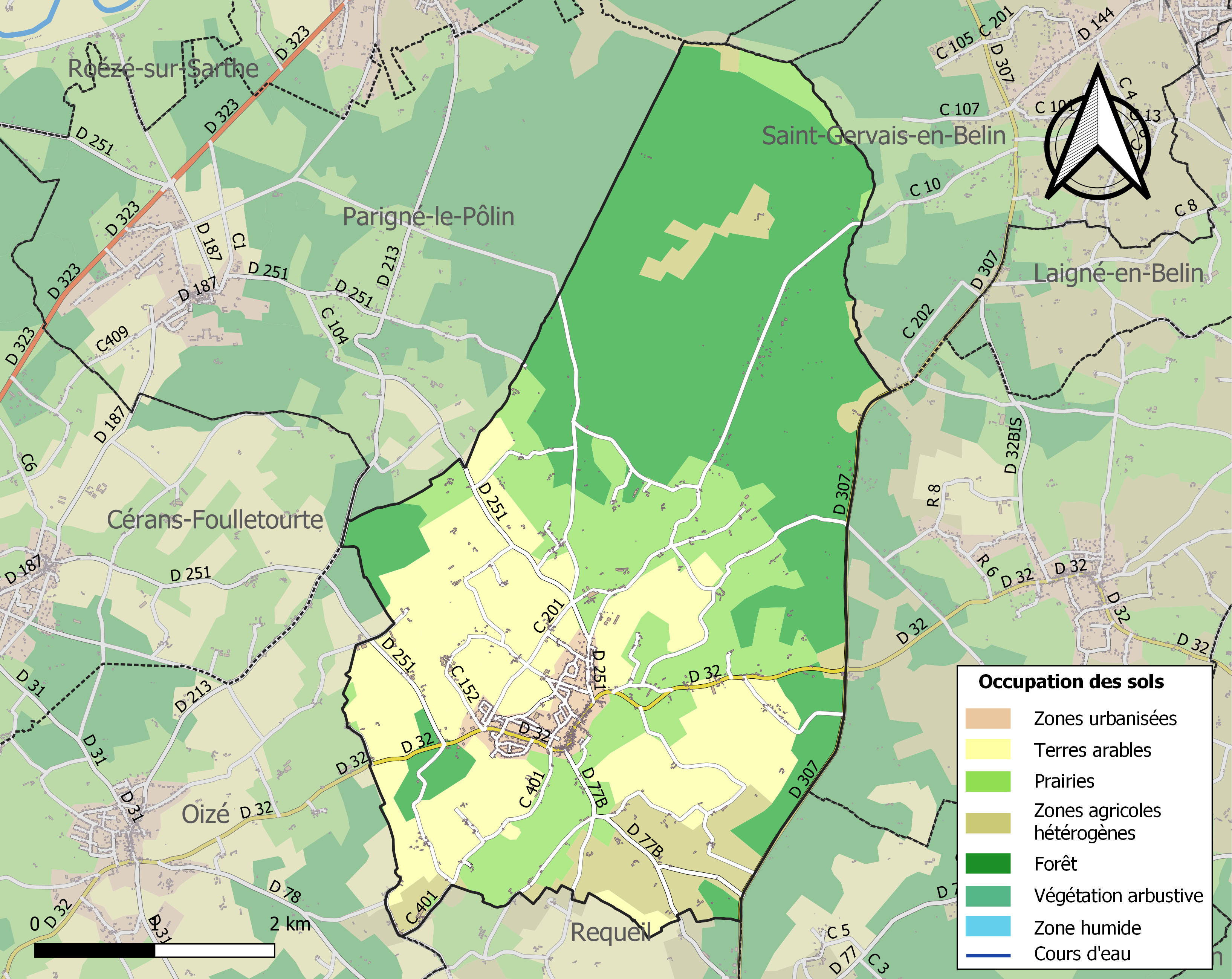
Carte des infrastructures et de l'occupation des sols de la commune en 2018 (CLC).

## Toponymie
Le nom d'Yvré vient d'un mot celtique dont le type primitif est Eboriacus suivi de Ebriacus, Evriacus, Evreium en 1223, Ivré en 1660. En 1140, l'évêque Hugues de Saint-Calais fait mention de la paroisse de Ebriacum sev Ivriacum Paulini vel Polini. Ce Polini était une variante du grec Polos qui signifie Poulain.
Yvré, de même que Parigné, est appelé « le Pôlin » du nom de ses premiers seigneurs. Polin et Sevin (Poolinus et Servinus filius Poolini) figurent comme témoins dans une charte de 1106. Yvré-l'Évêque était quant à lui mentionné en 802 sous le vocable Eviriaco, puis de Ebriaco pour Yvré-le-Pôlin vers 1143.
Le gentilé est  Paulinais.

## Histoire
Yvré-le-Pôlin était au XIIe siècle et resta longtemps un lieu où l'on élevait des chevaux.
L'historique d'Yvré-le-Pôlin est étroitement liée avec la baronnie de la Bataillière, avec le prieuré de Château en l'Hermitage, avec les fiefs de Fessard (ou Fessart), de la Gravelle, de la Touche, de la Rondellière, de la Martinière et de Pezé le Grand.
La désignation des rues de la cité pavillonnaire de l’Évêché, au nord-ouest du bourg, montre l'attachement d'Yvré-le-Pôlin à son histoire en évoquant les personnages historiques suivant :
- Voisin-Boyer, premier mariage républicain de la commune, le 13 avril 1790 ;
- Michel Roullier, premier maire de la commune de 1792 à 1793 ;
- Simon Chouteau, premier maître d'école de la commune, le 29 mai 1795 ;
- Joseph Papigny, premier conseiller général du canton, élu le 15 novembre 1833.

### Période antique
On connait peu de choses concernant le passé historique d'Yvré-le-Pôlin, cependant, il est possible de retrouver certains témoignages et certains documents historiques.
Au niveau des documents historiques, d'après Julien Rémy Pesche, une très belle céraunie en silex de 85 cm de longueur sur 20 cm de largeur à la base, trouvée en 1833 dans les vignes du lieu-dit le Ribert, à l'est du bourg, était conservée au musée archéologique du Mans.
En 1897, monsieur Roquet, instituteur à Saint-Gervais-en-Belin a trouvé une hache polie dans les murs de clôture de la ferme dite du Calvaire, sur le chemin du village.
De plus, en septembre 1905, un maillet considéré comme appartenant à l'ère préhistorique a été trouvé dans la haie d'une ferme, à l'entrée du bourg d'Yvré-le-Pôlin. Taillé dans une pierre dure, verdâtre, non polie, à grains assez fins, sorte de grès dont l'origine n'a pu être déterminée, a un poids de 485 gr, une longueur de 112 mm et une hauteur de 47 mm. Ce dit maillet a été estimé comme peu commun et la préparation de sa perforation centrale a été estimée rare.
Aussi, des vestiges de voie romaine auraient été observés au lieu-dit la Chouanne, sur la limite est du village, le long de l'ancienne route du Mans au Lude, que sa transformation en chemin de grande communication (vraisemblablement la départementale D 307) aura probablement fait disparaître. Ces traces de voie romaine ont d'ailleurs aussi été retrouvées à Chateau-l'Hermitage, Luché-Pringé et Le Lude.

### XVIIeetXVIIIesiècles
À partir du 15 janvier 1760 et avant la réorganisation départementale du 17 février 1800, Yvré-le-Pôlin faisait partie du canton de Saint-Jean-de-la-Motte avec les communes de Cérans-Foulletourte, La Fontaine-Saint-Martin, Oizé, Pringé et Mareil. Le canton de Pontvallain, quant à lui, regroupait alors les communes de Luché, Mansigné, Requeil et Château-l'Hermitage. La composition actuelle du canton de Pontvallain est donc la même depuis le 17 février 1800.
Le mardi 6 octobre 1711, aux alentours de 20 h, monsieur Rouillard, vicaire, rapporte un tremblement de terre de deux secousses ressenti, aussi, à Neuvy-en-Champagne, Voivres-lès-le-Mans et Arçonnay.
Au cours du XVIIe siècle, des épidémies sévirent à plusieurs reprises sur la paroisse, faisant à chaque fois de nombreux morts. Celle de 1609, amenée par la disette, ne disparut que vers 1640. La rougeole, en 1642, et la dysenterie, en 1706 et 1769, furent aussi très mortelles.

### Révolution française
Les habitants du Paulinais semblent avoir peu souffert de la tourmente révolutionnaire de 1789 mais ont toutefois laissé le souvenir d'affrontements entre Républicains et Chouans. Par ailleurs, bien que la grande majorité des habitants de la commune semblait se ranger derrière les Républicains, tout comme Cérans, certains témoignages attestent Yvré-le-Pôlin comme étant le refuge de tous les Chouans du canton et soulignent sa réputation de « noyau » de la Chouannerie avec Mézeray, Saint-Jean-du-Bois et Luché.
A contrario, certains documents attestent du rassemblement de Républicains, notamment à Pontvallain, où l'église, utilisée comme refuge, aura été brûlée par les Chouans.
En 1791, les réquisitions, ordonnées par l'État, pour l'approvisionnement de l'armée et des magasins de tout ce qui lui était nécessaire, s’abattirent sur la commune. Ces réquisitions qui pénalisaient principalement les habitants des campagnes, produisaient partout une irritation très violente et amplifiaient l'exaspération de la population. Le 28 mars (8 germinal), les Administrateurs du département créèrent un magasin d'avoine de 180 quintaux au chef-lieu du canton, qui était alors Saint-Jean-de-la-Motte. Ces 180 quintaux devaient alors servir « à la nourriture des chevaux de la nouvelle levée pris dans le canton » et la commune d'Yvré-le-Pôlin fut taxée de 30 quintaux (correspondant à environ 1 470 kg) (Saint-Jean-de-la-Motte fut taxé à fournir 40 quintaux, Cérans 30, Oizé 26, Mareil 25, La Fontaine-Saint-Martin 15 et Pringé 14).
Aussi, en plus des réquisitions des grains, des chevaux et du bétail, les autres sujets de mécontentement furent l'obligation de livrer ses denrées, l'enrôlement plus ou moins forcé des fils des exploitations agricoles familiales et le montant de l'impôt qui finit par excéder celui exigé sous l'Ancien Régime. Aussi, l'arrêt du commerce international, l'exil des grandes maisons nobles et la suppression des ordres religieux, dispensateurs d'aumônes, induiront un important chômage et donneront le coup de grâce à la fabrication des étamines, fleuron de l'industrie du département Sarthois.
D'ailleurs, bien que la fabrication des étamines soit une des spécialités Sarthoises des XVIIe et XVIIIe siècles, il n'existe que peu voire pas de traces de cette activité que ce soit à Yvré-le-Pôlin ou dans le canton de Saint-Jean-de-la-Motte (regroupant Cérans-Foulletourte, La Fontaine-Saint-Martin, Mareil, Oizé, Pringé, Saint-Jean-de-la-Motte et Yvré-le-Pôlin) ou encore dans l'actuel canton de Pontvallain (regroupant Cérans-Foulletourte, Château-l'Hermitage, La Fontaine-Saint-Martin, Mansigné, Oizé, Pontvallain, Requeil, Saint-Jean-de-la-Motte, Yvré-le-Pôlin).
La commune d'Yvré-le-Pôlin a été fondée en 1792.

### XIXeauXXIesiècle
En 1804, Yvré-le-Pôlin comptait 1 335 habitants (337 feux) et le grenier à sel dépendait de la ville du Mans. Cette population augmenta jusqu'en 1831 — on comptait alors 1 602 habitants — puis chuta régulièrement. En 1954, seulement 866 habitants furent recensés. Aux alentours de 1900, il y avait environ 1 250 âmes, la commune comptait 36 commerçants et artisans (six épiceries, six cafés, trois couturières, deux boulangers, deux bouchers, deux volailleurs, deux menuisiers, deux forgerons, deux tonneliers, une repasseuse, un grainetier, un charron, un cordonnier, un sabotier, un mécanicien, un maçon, un bourrelier, un modiste) ainsi que cinquante fermes et bordages.
Au niveau, des témoignages retrouvés, le journal d'un soldat américain narre le passage de ce dernier à Yvré-le-Pôlin durant la Première Guerre mondiale (1918-1919).
Nadine Vivier relève dans son ouvrage une ferme récompensée vers 1871-1872 d'une prime d'honneur par le comice du Mans sous le Second empire:

« Ainsi, en Sarthe, Pellier sur ses 90 ha à Yvré-le-Pôlin a « des bâtiments, bien aérés, centralisés au moulin afin d'en tirer la force motrice pour les besoins de la ferme ». »

— Nadine Vivier, Élites et progrès agricole: XVIe – XXe siècle, p.199

## Politique et administration
| Période      | Période   | Identité           | Étiquette | Qualité                            |
| ------------ | --------- | ------------------ | --------- | ---------------------------------- |
| 1792         | 1793      | Michel Roullier    |           |                                    |
| 1793         | 1807      | Bernard Clottereau |           |                                    |
| 1807         | 1808      | Pierre Dronne      |           |                                    |
| 1808         | 1828      | François Dubois    |           |                                    |
| 1828         | 1858      | François Degoulet  |           |                                    |
| 1858         | 1871      | Edmond Pellier     |           |                                    |
| 1871         | 1874      | Napoléon Sarcé     |           |                                    |
| 1874         | 1878      | Henri Lavollée     |           |                                    |
| 1878         | 1904      | Napoléon Sarcé     |           |                                    |
| 1904         | 1910      | Hyppolite Sarcé    |           |                                    |
| 1910         | 1912      | Alfred Sarcé       |           |                                    |
| 1912         | 1925      | Joseph Couillard   |           |                                    |
| 1925         | 1945      | Pierre Chapin      |           |                                    |
| 1945         | 1956      | Auguste Chero      |           |                                    |
| 1956         | 1971      | Michel Devault     |           | Avocat honoraire, ancien bâtonnier |
| 1971         | 1995      | Henri Blanchard    |           |                                    |
| 1995         | mars 2014 | Jean-Louis Brou    |           | Professeur                         |
| mars 2014    | août 2024 | Christian Lelarge  | SE        | Agent de maitrise                  |
| octobre 2024 | En cours  | Catherine Donné    | SE        | Retraitée                          |

Le conseil municipal est composé de dix-neuf membres dont le maire et cinq adjoints.

## Population et société
L'évolution du nombre d'habitants est connue à travers les recensements de la population effectués dans la commune depuis 1793. Pour les communes de moins de 10 000 habitants, une enquête de recensement portant sur toute la population est réalisée tous les cinq ans, les populations de référence des années intermédiaires étant quant à elles estimées par interpolation ou extrapolation. Pour la commune, le premier recensement exhaustif entrant dans le cadre du nouveau dispositif a été réalisé en 2008.
En 2022, la commune comptait 1 734 habitants, en évolution de −1,64 % par rapport à 2016 (Sarthe : −0,25 %, France hors Mayotte : +2,11 %).
En 2008, la population est de 1 896 habitants, pour 801 habitations et est principalement jeune (23 % de 0 à 14 ans et 23 % de 30 à 44 ans).
| 1793  | 1800  | 1806  | 1821  | 1831  | 1836  | 1841  | 1846  | 1851  |
| ----- | ----- | ----- | ----- | ----- | ----- | ----- | ----- | ----- |
| 1 265 | 1 289 | 1 340 | 1 510 | 1 602 | 1 557 | 1 523 | 1 545 | 1 558 |

| 1856  | 1861  | 1866  | 1872  | 1876  | 1881  | 1886  | 1891  | 1896  |
| ----- | ----- | ----- | ----- | ----- | ----- | ----- | ----- | ----- |
| 1 470 | 1 428 | 1 408 | 1 372 | 1 286 | 1 253 | 1 281 | 1 248 | 1 269 |

| 1901  | 1906  | 1911  | 1921  | 1926  | 1931  | 1936 | 1946 | 1954 |
| ----- | ----- | ----- | ----- | ----- | ----- | ---- | ---- | ---- |
| 1 250 | 1 229 | 1 220 | 1 080 | 1 054 | 1 004 | 942  | 908  | 866  |

| 1962 | 1968 | 1975  | 1982  | 1990  | 1999  | 2006  | 2008  | 2013  |
| ---- | ---- | ----- | ----- | ----- | ----- | ----- | ----- | ----- |
| 864  | 942  | 1 386 | 1 740 | 1 619 | 1 665 | 1 845 | 1 896 | 1 793 |

| 2018  | 2022  | - | - | - | - | - | - | - |
| ----- | ----- | - | - | - | - | - | - | - |
| 1 774 | 1 734 | - | - | - | - | - | - | - |

## Économie
L'économie d'Yvré-le-Pôlin repose essentiellement sur le travail des artisans locaux.
Parmi ces derniers, la boulangerie Aux P'tits Mitrons polinais avec comme spécialité la Polinette. Cette baguette, issue d'une recette tenue secrète, est façonnée à la main.
Yvré-le-Pôlin fait partie des 5 000 communes rurales de moins de 2 000 habitants à avoir bénéficié d'une subvention de 10 000 € dans le cadre de l'École numérique rurale (ENR) du plan de relance français de 2009. Cette subvention a permis d'offrir une connexion Internet aux classes de primaires ainsi qu'à la Maison de l'enfance et de la jeunesse créée en 2006, équipée d'une salle informatique.

## Culture locale et patrimoine

### Lieux et monuments

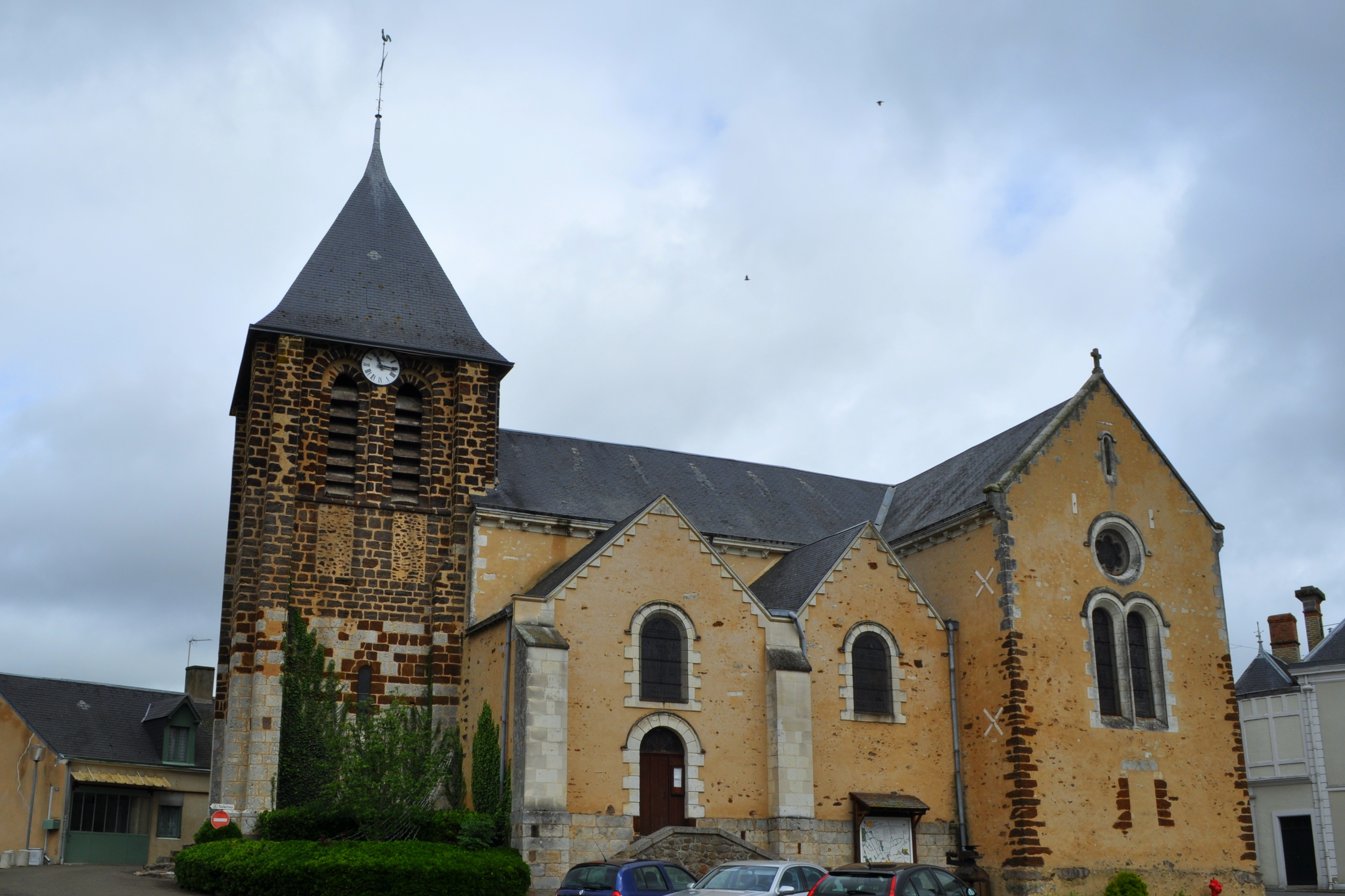
L'église Saint-Martin, vue sud.

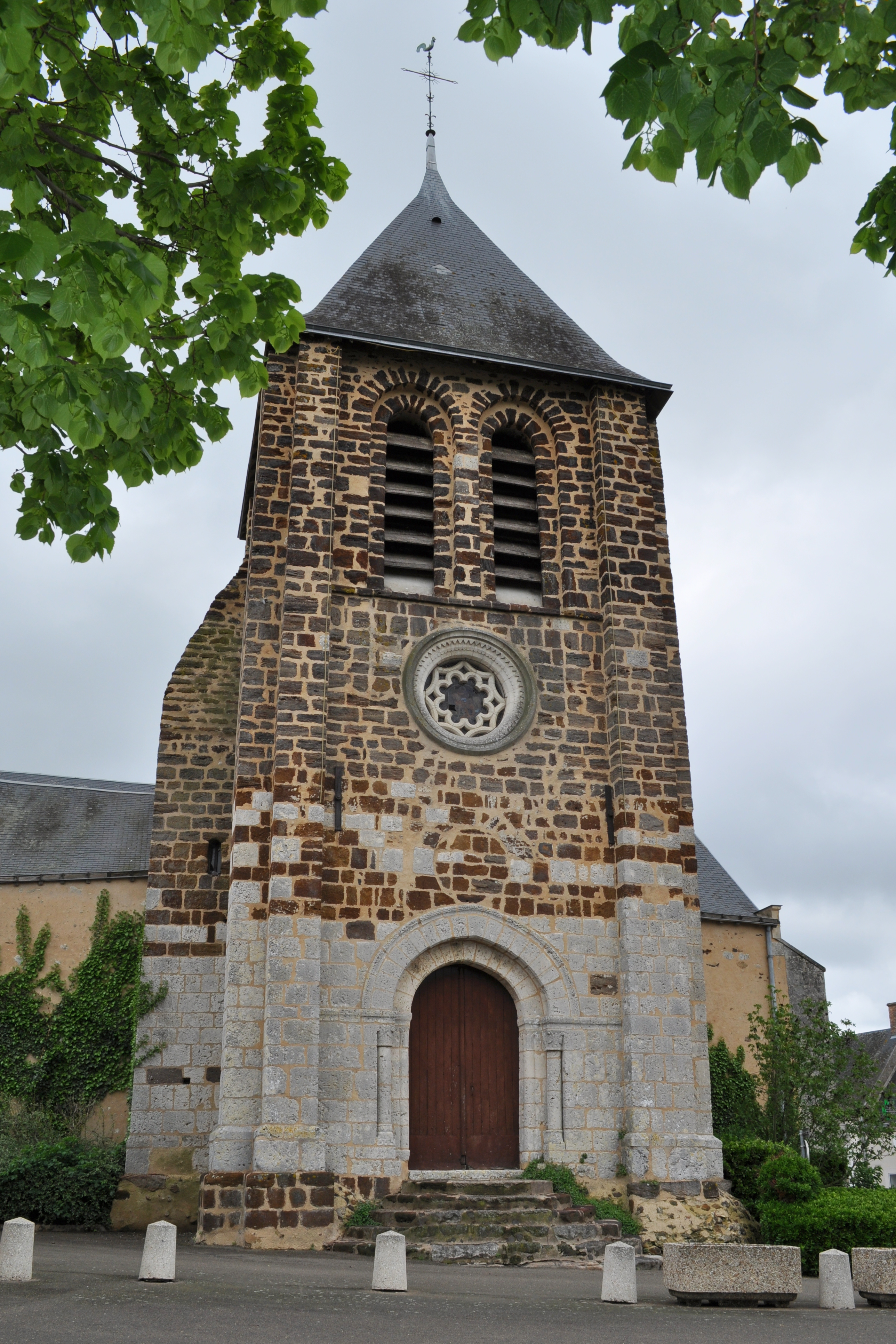
L'église Saint-Martin, clocher et rosace.

#### L'église Saint-Martin
L'église, datant de la fin du XIVe siècle, est de style gothique, voûtée, en bois, à clocher en flèche. Elle est dédiée à saint Martin. La rosace, construite en roussard, grès ferrugineux typique de la région, est classée aux monuments historiques.

#### Autres monuments
- La chapelle Saint-Jean-Baptiste de la Touche. Elle était dotée de la métairie de la Touche et des lieux de la Guillotière et de la Petite Martinière. Dans la première moitié du XIVe siècle, Catherine des Essarts donna ces biens au prieuré du château. En 1791, Jacques Fournier, de Cérans, acheta comme bien national la métairie de la Touche. La Guillotière fut achetée par Julien Cosnard et la Petite Martinière par Julien Guimier, tous deux d'Yvré. Elle est devenue une très grande ferme dont les bâtiments n'ont pas été restaurés.
- La chapelle Saint-Michel de la Rondelière. Elle fut acquise en 1791 comme bien national par Pierre Jamin, de Requeil.
- La chapelle de Fessard (prieuré Sainte Anne). Elle fut détruite pendant la Révolution et transformée en moulin à fécule, alimenté par le Fessard.
- La chapelle Saint-Michel du Grand Pezé. Elle avait titre de châtellerie et appartenait à l'abbaye de la Couture du Mans. La peste infestait la ville, les religieux y amenèrent les malades. En 1484, elle fut transformée en léproserie ; des salles gardent encore des traces de cette époque.
- La Cour seigneuriale. Avec sa ferme attenante, elle était située près de l'église. Elle fut habitée par Maître Corbin, qui s'est rendu célèbre par la fabrication de fausse monnaie, puis Marin Rottier de Madrelle qui l'acheta en 1754. D'abord transformée en usine à papier, elle devint vers 1900 une usine électrique qui alimentait le village.
- Le château de Jupilles. Il appartenait au XVe siècle à maître Jehan de Beaumont.
- Le château de la Noirie. Situé au milieu de la lande du Bourray, il appartenait au XIXe siècle à Pion de La Noirie. Situé au cœur d'un domaine forestier de 170 ha, la maison de maître et une partie des communs ont été construites entre 1820 et 1824 sur des terrains, vendus en 1794 comme bien national, faisant partie de l'apanage du frère du Roi, (plus tard le roi Louis XVIII). La tour a été ajoutée en 1937 ainsi que le reste des communs.
- Le château de la Bruyère. Lieu de naissance d'Abel Pavet de Courteilles, professeur de langues orientales et de Jean-Marie Pavet de Courteilles, colonel d'infanterie tombé à Gravelotte.

#### Lieux
- La Bataillière. Lieu de bataille relatif au combat de la Bataillère, de 1795, entre les Républicains et les Chouans, confirmé par Julien Rémy Pesche[18] ainsi que par la proximité des lieux-dits la République et la Chouanne respectivement à 2 km à l'ouest et à 1,5 km au nord-est du lieu-dit la Bataillière. De plus, comme l'explicite Julien Rémy Pesche, le territoire d'Yvré-le-Polin a été plusieurs fois, dans les dernières années du XVIIe siècle, le théâtre d'hostilité entre les Républicains et les Chouans, auxquelles les habitants n'ont pas pris part[18].

Cette terre, à laquelle les derniers possesseurs donnèrent le nom de baronnie, était possédée, en 1407, par Macé Mernoys, écuyer, et relevait de la baronnie de Château-du-Loir. Elle fut, par la suite, en 1756, annexée par Marin Rottier de Madrelle, chanoine de l'église du Mans. Au niveau de ce lieu-dit, se situe l'un des points culminants de la commune (107 m) ainsi qu'une borne géodésique.
- Le Grand Pezé. Châtellenie habitée en 1527 par Mgr Fumée, évêque de Beauvais, descendant de l'illustre chancelier de Louis XI.
- Le Ribert. Dans ses vignes, furent trouvées au XIXe siècle deux haches en silex et une très belle céramique exposée au Musée d'archéologie et d'histoire du Maine.
- Le Bourray. La lande du Bourray qui couvrait une grande partie d'Yvré-le-Pôlin s'étendait aussi sur sept autres communes. Elle se divisait en grand et petit Bourray, séparés par le ruisseau des Filières. Au début du XIIIe siècle, la Reine Blanche (soit Blanche de Castille, mère de Saint Louis, régente du royaume de 1226 à 1236 et 1248 à 1252, soit la Reine Bérengère, veuve de Richard Cœur de Lion) accorda aux riverains du Bourray droits d'usage et de passage dans cette lande du domaine royal, à la condition de faire tous les dimanches une prière pour le repos de son âme. Cette commémoration se pratiquait encore en 1790. Le Bourray fut vendu par l'État en 1807. Au début du XIXe siècle, cette forêt était infestée de loups. De nombreuses personnes et enfants furent dévorés ; on n'osait plus exposer les enfants à la garde des troupeaux ni sortir de chez soi sans armes à feu, piques ou brocs.
- Le Presbytère. La cure était située au sud du village, dans un îlot formé par un des ruisseaux : le Casseau. Le presbytère se situait au lieu-dit la Cure, au niveau de l'ancienne caserne de pompier, modifiée en espace communal et centre de tri.

### Religion
Au fil des années passées, Yvré-le-Pôlin a notamment été rythmée par une vie religieuse qui permet de bénéficier de documents et de témoignages historiques.

### Santé
Le Pôle Santé Sud est le centre hospitalier le plus proche se situant dans la commune du Mans à 23 km, accessible en moins de 30 minutes. Une pharmacie ainsi qu'un masseur kinésithérapeute sont également présents.

#### Enseignement
Deux écoles sont présentes dans la commune d'Yvré-le-Pôlin :
- L'école maternelle Au fil du Casseau accueille 90 enfants à la rentrée 2012, répartis dans quatre classes et emploie une équipe éducative de cinq enseignants et de quatre employés municipaux.
- L’école primaire Marie-Louise Gendron-Aîné accueille à la rentrée 2012 138 élèves pour cinq instituteurs[36].

La commune propose également un restaurant scolaire, une maison des jeunes et de l'enfance ainsi que des assistantes maternelles.

#### Associations
Une vingtaine d'associations regroupant plus de 600 adhérents (soit un tiers des habitants) proposent leurs services.
La Rue minante (association de développement et de promotion de la culture en milieu rural) organise régulièrement le festival des Yvrékéennes du Rock'Fort dans différents villages du canton de Pontvallain. L'art de rue remplit alors les rues du village durant toute la journée et deux chapiteaux hébergent les différents concerts et spectacles pendant toute la nuit.
Le festival des Yvrékéennes du Rock'Fort a été organisé en 2003 à Yvré-le-Pôlin, en 2004 à Cérans-Foulletourte, en 2005 à Pontvallain, en 2006 à Yvré-le-Pôlin, en 2008 à Pontvallain, en 2009 à Cérans-Foulletourte, accueillant artistes de cirque, de rue et groupes de musique locaux et nationaux.
L'Armap, Association pour le maintien de l’agriculture paysanne à Yvré-le-Pôlin constituée d'une trentaine de familles soutenant l'agriculture biologique locale. Cette association distribue des paniers de légumes frais biologiques.
Cérans-Yvré Basket, créé en 1973 à l'initiative de l'Amicale laïque sportive de Cérans-Foulletourte. L'association sportive regroupe des équipes de basketball issues des villages du canton de Pontvallain.
L'Union sportive d'Yvré-le-Pôlin fait évoluer deux équipes de football en divisions de district.
L'Amicale loisirs et culture d'Yvré-le-Pôlin accueille enfants et adultes pour des séances de gymnastique.
Bernard Perrigne, d'Yvré-le-Pôlin est le président fondateur du Comité de commissaires automobiles (CCA). Ce comité a vu le jour en 1991 et a pour but de recruter et de former des commissaires de piste pour les courses automobiles, tel que les 24 heures du Mans.
En 2017, un comice agricole a été organisé dans la commune par une douzaine d'agriculteurs et a renoué avec une tradition perdue depuis des années,.

#### Label
La commune possède deux fleurs au Concours des villes et villages fleuris depuis 2004.

#### Jumelages
Yvré-le-Pôlin est jumelée, tout comme les neuf communes du canton de Pontvallain, avec la ville de Visbek, en Allemagne, depuis 1988.

### Héraldique
| Blason de Yvré-le-Pôlin | Blason  | D'azur aux deux poulains effarés affrontés d'argent soutenus d'une gerbe de blé d'or. |
| Blason de Yvré-le-Pôlin | Détails | Les poulains d'argent sur fond d'azur, évoquent les origines et les richesses de la localité telles qu'elles sont connues depuis le XIIe siècle. La gerbe d'or, quant à elle, évoque la vocation rurale du village. La composition des armoieries d'Yvré-le-Pôlin est due à Gabriel Emmonet et le dessin a été exécutée par Le Bled. Ces armoieries ont été adoptées par le Conseil Municipal d'Yvré-le-Pôlin en sa séance de délibération du 12 mai 1977 et dûment homologuées à la Préfecture de la Sarthe et aux Archives Nationales de Paris. |